# 聖家族と聖アンナ、洗礼者ヨハネ (ルイーニ)
『聖家族と聖アンナ、洗礼者ヨハネ』（せいかぞくとせいアンナ、せんれいしゃヨハネ、伊: Sacra Famiglia con sant'Anna e san Giovannino、英: Holy Family with Saints Anne and John the Baptist）は、イタリア・ルネサンスの画家ベルナルディーノ・ルイーニが1530年頃、板上に油彩で描いた絵画である。以前、フェデリコ・ボッロメオ枢機卿のコレクションにあり、枢機卿は作品を取得したことを文書に記録している。1618年に新しくできたミラノのアンブロジアーナ図書館に譲渡され、現在も図書館内の絵画館にある。1796年にミラノを占領したフランス軍に接収された後、パリに持ち去られ、1815年にミラノに返還されるまでルーヴル美術館に展示されていた。

## 作品

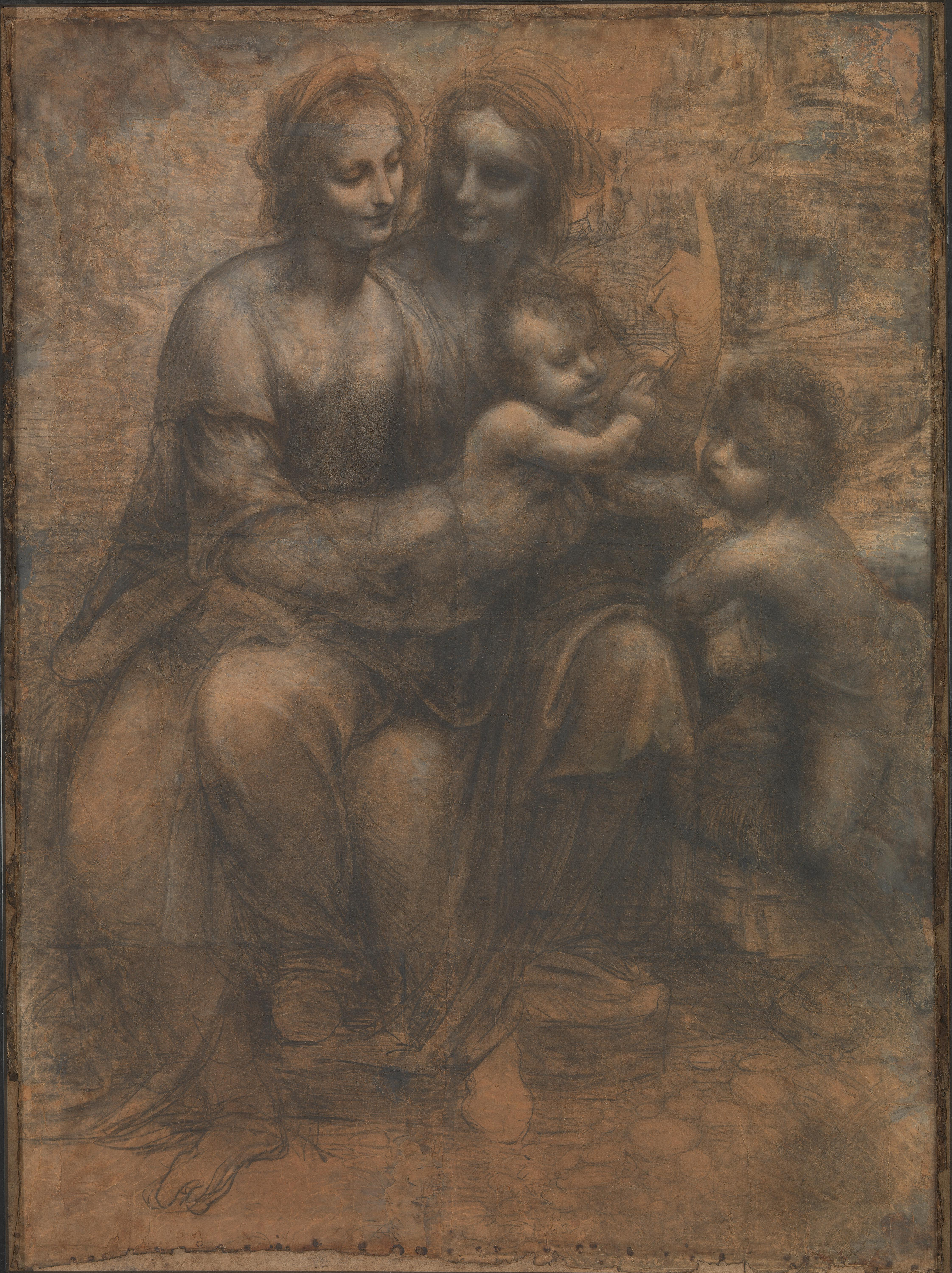
レオナルド・ダ・ヴィンチ『聖アンナと聖母子と幼児聖ヨハネ』、ロンドン・ナショナル・ギャラリー

作品の人気は20世紀初頭に頂点に達し、当時はラファエロやレオナルド・ダ・ヴィンチの作品とともに図書館の代表作の1つとして展示されていた。しかし、20世紀後半に、大部分の美術史家が、本作をレオナルド・ダ・ヴィンチの下絵『聖アンナと聖母子と幼児聖ヨハネ』 (1499年 - 1500年頃、あるいは1506年 - 1508年頃、ロンドン・ナショナル・ギャラリー) に変更を加えた複製に過ぎないと再解釈すると、その人気は下落した。
ボッロメオ枢機卿は、本作はレオナルドの下絵を手本にしていると述べている。ルイーニは、レオナルドの下絵の右側に聖ヨセフの人物像を加え、背景の風景を植物に覆われた剥き出しの岩山に置き換えている。さらに、聖母マリアの脚と足を変更するために場面を下絵より高い位置で切断し、幼子イエス・キリストを構図の中央部に移動させている。聖アンナの首のねじれは直接、レオナルドの下絵に依拠している。本作はまた下絵と全く同サイズで、下絵を部分的になぞった可能性がある。ジョヴァンニ・パオロ・ロマッツォ (Giovannni Paolo Lomazzo) は、当時、下絵はベルナルディーノ・ルイーニの息子アウレリオ・ルイーニに所有されていたとさえ記録している。